# Telescopio di Herschel (costellazione)

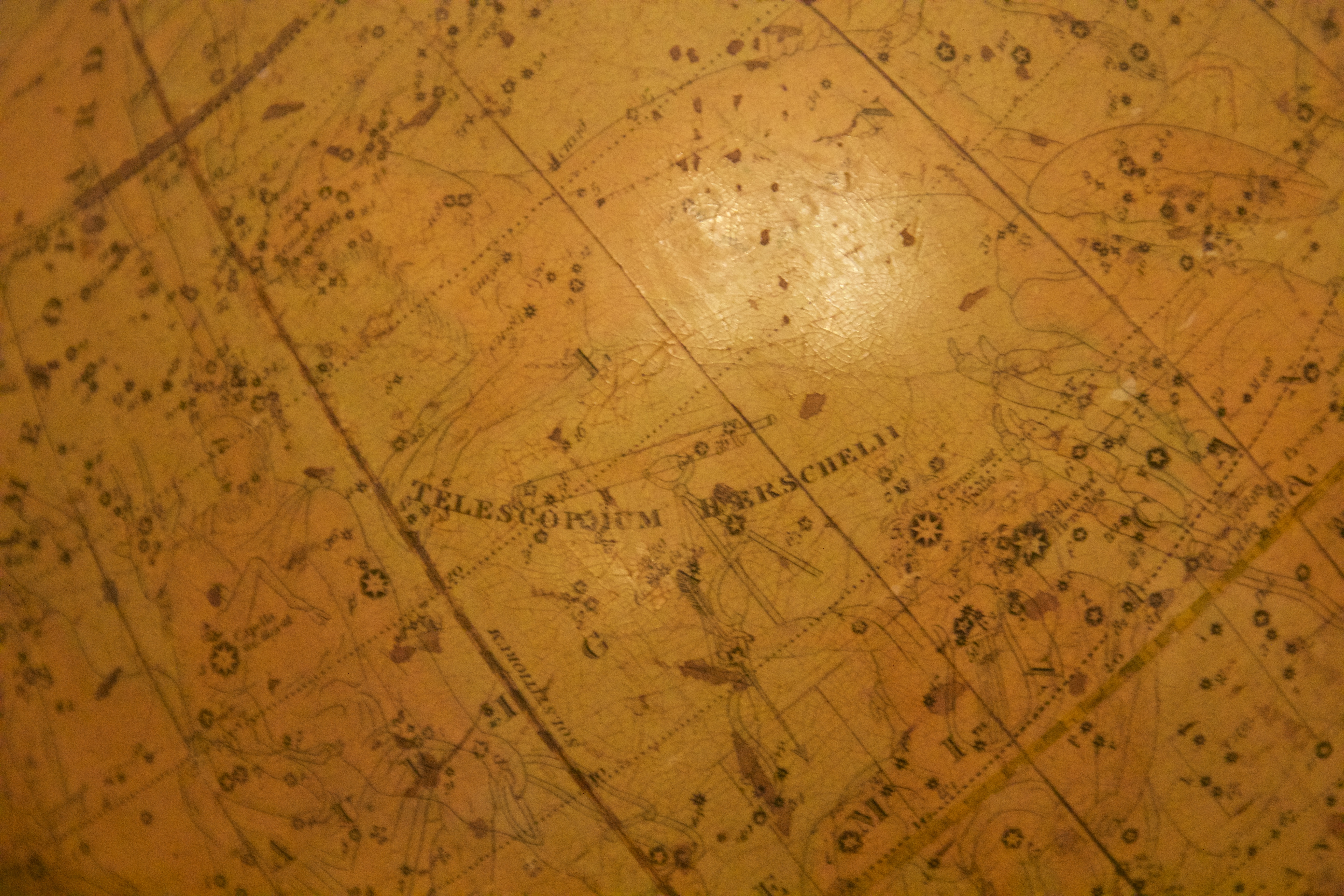
Il Telescopium Herschelii su un globo celeste del Museo Herschel di Astronomia, a Bath.

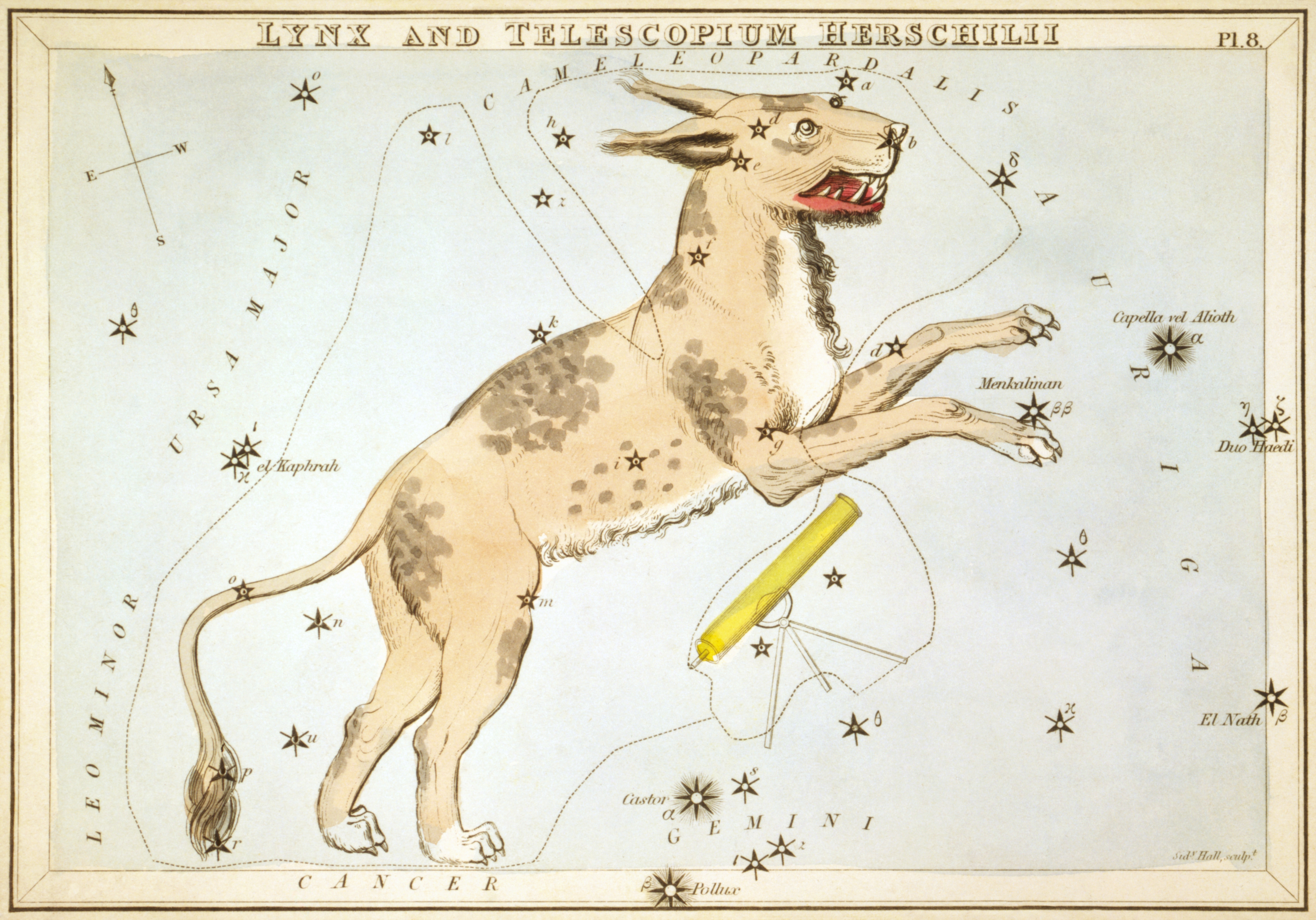
La costellazione su Urania's Mirror (1825), vicino alla Lince.

Il Telescopio di Herschel (in latino Telescopium Herschelii) era una costellazione dell'emisfero boreale. Originariamente vi erano due costellazioni indicate con questo nome, entrambe introdotte nel 1789 dall'astronomo di origine ungherese Maximilian Hell (1720-92), direttore dell'osservatorio di Vienna, per commemorare la scoperta del pianeta Urano avvenuta otto anni prima. Hell le raffigurò per la prima volta sulle carte contenute in Monumenta, Aere Perenniora, Inter Astra Ponenda, la stessa pubblicazione sulla quale annunciò anche l'invenzione dell'Arpa di Giorgio. I due telescopi erano posizionati su entrambi i lati dell'area dove era stato scoperto il nuovo pianeta, nei pressi della stella Zeta Tauri.
Il Tubus Hershelii Major, come veniva indicato sulla carta di Hell, rappresentava il telescopio di Herschel lungo 6 metri e si trovava tra i Gemelli, la Lince e l'Auriga. Il Tubus Hershelii Minor (ancora una volta secondo l'ortografia di Hell), stretto alla meno peggio tra Orione e la testa del Toro, rappresentava il riflettore da 2 metri di Herschel. A giudicare dall'inaccuratezza delle rappresentazioni, tuttavia, Hell non aveva mai visto nessuno dei due telescopi: nel caso del Tubus Hershelii Minor aveva perfino sbagliato il tipo di telescopio, disegnandolo come un rifrattore, mentre Herschel utilizzava solamente riflettori costruiti di sua mano.
Johann Bode ridusse le costellazioni ad una sola nel suo atlante Uranographia del 1801 sotto il nome Telescopium Herschelii, situata dove Hell aveva posizionato il Tubus Hershelii Major. Bode, avendo acquistato dei telescopi da Herschel, sapeva bene che aspetto avessero e pertanto raffigurò realisticamente il riflettore da 6 metri con cui Herschel aveva scoperto Urano.
Nella rappresentazione di Bode la stella più brillante della costellazione era l'attuale Psi2 Aurigae, di magnitudine 4,8, che venne elencata con la lettera minuscola «a». Infine le sue stelle fecero ritorno alle costellazioni dell'Auriga, dei Gemelli e della Lince, dalle quali erano state prelevate.